# 620
Раннє Середньовіччя. Триває чума Юстиніана. У Східній Римській імперії продовжується правління Іраклія. Частина території Італії належить Візантії, на решті лежить Лангобардське королівство. Франкське королівство об'єдналося під правлінням Хлотара II. Іберію займає Вестготське королівство. В Англії триває період гептархії. Авари та слов'яни утвердилися на Балканах. Центр Аварського каганату лежить у Паннонії.
У Китаї триває правління династії Тан. Індія роздроблена. В Японії триває період Ямато. У Персії править династія Сасанідів. Степову зону Азії та Східної Європи контролює Тюркський каганат, розділений на Східний та Західний. Розпочалося становлення ісламу.
На території лісостепової України в VII столітті виділяють пеньківську й празьку археологічні культури. У VII столітті продовжилося швидке розселення слов'ян. У Північному Причорномор'ї співіснують різні кочові племена, зокрема кутригури, утигури, сармати, булгари, алани, авари, тюрки.

## Події
- У Китаї Лі Шимінь взяв в облогу Лоян, де засіли інші претенденти на трон.
- В Індії раджа Чалук'ї завдав поразки Харші, обмеживши завойовані ним території.
- Медіна прийняла іслам.